# Porfirio Cadena Riojas
Porfirio Cadena Riojas (n. Progreso; 1891 - f. Sabinas; 1950) fue un militar mexicano que participó en la Revolución mexicana, y que gobernó el estado de Coahuila de Zaragoza durante veintiún días en 1920.

## Biografía
Nació en San José del Aura, Municipio de Progreso, el 19 de marzo de 1891. Estudió la primaria en su tierra natal y se adhirió el 20 de marzo de 1911 por órdenes del general Luis Alberto Guajardo, integrándose como soldado en las fuerzas maderistas, en las que llegó a ser general brigadier el 15 de mayo de 1920, y general de Brigada en 1930. Se jubiló por más de 30 años de servicio en 1947 como general de División.
Participó en campañas y acciones de guerra como combates en los estados de Nuevo León y Coahuila contra las fuerzas del usurpador Victoriano Huerta, entre 1913 y 1914, y desde el 6 al 26 de mayo de 1920 fue gobernador interino y comandante militar del Estado de Coahuila por designación de los jefes del Ejército Revolucionario Nacional. En 1929 fue juez instructor militar en el Consejo de Guerra que sentenció a muerte al general Jesús M. Aguirre, en Tomatillo, Veracruz, y en esa lucha murió el general Miguel Alemán Gonzaléz
Fue comandante de distintas guarniciones militares: Saltillo (1917 a 1920), Veracruz (1929 a 1930), Piedras Negras (1932 a 1934), Querétaro (1935 a 1936), Colima (1936 a 1937), de nuevo Saltillo (1942 a 1943) y finalmente de Zacatecas (1943 a 1944), y se presentó como candidato a gobernador de Coahuila en 1945. Murió en Sabinas el 29 de abril de 1950.